# Kitabatake (Klan)
Die Kitabatake (japanisch 北畠氏, Kitabatake-shi) waren eine alte Familie, die sich von Nakanoin Michikata (Murakami-Genji) ableitete.

## Genealogie

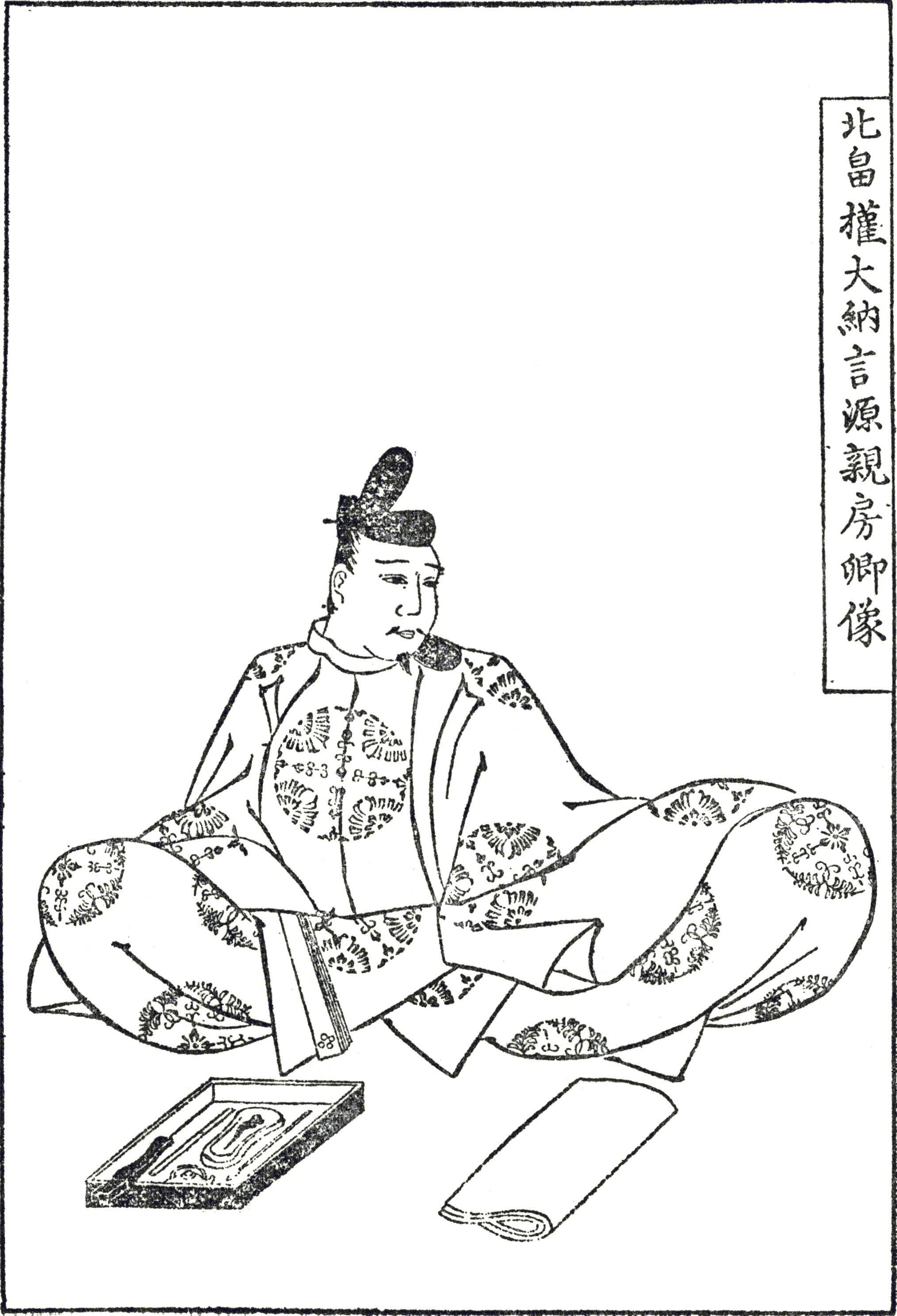
Kitabatake Chikafusa

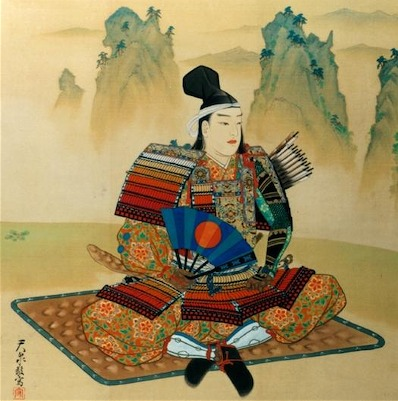
Kitabatake Akiie

- Chikafusa (親房; 1293–1354), Moroshiges Sohn, war nacheinander Kebiishi no bettō, Gon-Chūnagon (1319) und Dainagon (1323). Er kämpfte zur Zeit des Namboku-chō, zusammen mit seinen Söhnen Akiie und Akinobu, für die Südliche Dynastie. Er hinterließ verschiedene Werke, unter anderem das Jinnō-shōtō-ki (神皇正統紀) zur Geschichte und das Shokugensho (職原抄) zur Verwaltung.
  - Akiie (顕家; 1318–1338), ältester Sohn Chikafusas, wurde 1333 zum Mutsu no kami (陸奥守, Gouverneur von Mutsu) ernannt und hielt die Provinz im guten Zustand, ebenso wie die Provinz Dewa. 1335 zum Chinjufu-shōgun ernannt, verbündete er sich mit Nitta Yoshisada gegen Ashikaga Takauji, der am Mii-dera geschlagen wurde. Dieser Sieg erlaubte es Kaiser Go-Daigo, wie nach Kyōto zurückzukehren. Akiie ging zurück nach Mutsu mit Prinz Yoshinaga (dem späteren Kaiser Go-Murakami) um Truppen auszuheben. Dann kehrte er zurück, belagerte Kamakura und nahm es 1337 ein. Auf dem Wege nach Kyōto erzielte er mehrere Siege, wurde aber bei Sakai-no-ura (Provinz Izumi) von Kō no Moronao (高 師直; † 1351) geschlagen und getötet. Er war erst 21 Jahre alt.
  - Akinobu (顕信; † 1380?), zweiter Sohn Chikafusas, ist unter dem Namen „General Kasuga“ (春日少将; Kasuga-shōshō) bekannt. Er kämpfte erst unter seinem Bruder Akiie, wurde dann dessen Nachfolger als 1338 Chinjufu-shōgun, sowie Mutsu no suke (Stellvertretender Gouverneur von Mutsu). 1351 gelang es ihm nach einer Schwäche des Nordhofs infolge der Kannō-Unruhen die Burg Taga wiederzugewinnen, die er jedoch nur bis zum Folgejahr halten konnte. Nach etwa 1362 taucht er nicht mehr auf Urkunden der Provinzverwaltung auf.[1]
  - Akiyoshi (顕能; † 1383), dritter Sohn Chikafusas, kämpfte erst in der Provinz Mutsu, dann in Ise, wo er 1338 zum Gouverneur ernannt worden war. Zusammen mit Wada Masatada und Kusunoki Masanori besiegte er Ashikaga Yoshiakira und zog 1352 in Kyōto ein.[2] Nachdem er sich auf Grund verschiedener Schwierigkeiten zurückziehen musste, blieb er ein Leben lang auf der Seite des Südhofes in Yoshino. Dort hatte er unter anderem die Positionen Udaijin inne.[3]
    - Akiyasu (oder Akihiro; 顕泰) war zweiter Sohn Akiyoshis und wie sein Vater Gouverneur der Provinz Ise. Er arbeitete nach der Zusammenführung des Nord- und Südhofes im Jahr 1392 für den Shōgun und half, den Aufstand von Ōuchi Yoshihiro (大内 義弘; 1355–1400) im Jahr 1399 niederzuschlagen. Er erhielt von Shōgun Ashikaga Yoshimitsu die Hälfte der Provinz Iga und den Bezirk Kōga in der Provinz Ōmi.[4]
      - Mitsumasa (満雅; † 1429) war ein Sohn Akiyasus und wurde 1402 Gouverneur von Ise. Als er sah, dass entgegen der Abmachungen von 1392 der Nachfolger (Shōkō) des Kaisers Go-Komatsu aus dem Nordhof gewählt wurde, plante er, nach Kyōto zu marschieren und Prinz Oguro, Enkel des Kaisers Go-Kameyama, auf den Thron zu bringen. Aber er konnte diesen Plan im Jahr 1414 nicht ausführen. Auch ein zweiter Versuch 1428 zur Zeit der Thronbesteigung des Kaisers Go-Hanazono, scheiterte und er verlor bei der Schlacht von Iwata in Ise sein Leben.[5]
        - Noritomo (教具; 1423–1471), Mitsumasas ältester Sohn, war Gouverneur von Ise und ab 1468 auch Shugo von Ise. Er unterdrückte 1462 einen Aufstand Hatakeyama Yoshinaris (畠山 義就; 1437?–1491) gegen den Shōgun Ashikaga Yoshimasa. Zur Zeit des Ōnin-Krieges nahm er Ashikaga Yoshimi (足利 義視; 1439–1491) auf, der aus Kyōto fliehen musste.[6]
          - Masasato (政郷, anfangs Masatomo (政具); 1449–1508), Noritomos Sohn, war Gouverneur von Ise, sowie ab 1471 Shugo. Während des Ōnin-Kriegs griff er 1472 die Ōuchi an, 1479 verlor er den Posten des Shugo an Isshiki Yoshiharu, dessen Vater diesen Posten ebenfalls einst innehatte.[7][8]
            - Harutomo (晴具; 1503–1563), Sohn von Kichika (材親) und Enkel Masasatos, erhielt zur Stärkung der gegenseitigen Beziehungen von Ashikaga Yoshiharu die Erlaubnis das Schriftzeichen haru seinem Namen hinzuzufügen, so dass er ihn von Tomokuni (具国) auf Harutomo änderte – nachdem er ihn schon einst von Chikahira (親平) änderte. Er war Gouverneur von Ise und konnte seine Macht in die östlich und westlich angrenzen Provinzen Shima und Kii ausdehnen. Harutomo war zudem bewandt in Waka- und Renga-Dichtung sowie Teezeremonie.[9]
              - Tomonori (具教; 1528–1576), Harutomos Sohn, wurde 1569 von Oda Nobunaga angegriffen. Als Friedensbedingung muss Tomonoris Sohn Tomofusa Nobunagas Sohn Nobukatsu als Erben adoptieren. 1576 griff ein früherer Vasall der Kitabatake diese auf Befehl Nobunagas an, wobei Tomonori umkam und die Macht der Kitabatake gebrochen wurde.[10] Nach dem Tod seiner Söhne ging der Besitz der Kitabatake dann an Nobukatsu und somit die Oda über.

Zwei der Nachkommen Nobuokis, von denen der eine Oberhaupt des Ryōzen-Schreins war, wurden in der Meiji-Zeit in den Adelsstand erhoben und erhielten den Titel Baron.